# Всероссийский научно-исследовательский геологический институт имени А. П. Карпинского
Всероссийский научно-исследовательский геологический институт имени А. П. Карпинского (сокращённо Институт Карпинского) — российский ведомственный научно-исследовательский геологический и геолого-разведочный институт, с геологическим ЦНИГР музеем. Находится в Санкт-Петербурге на Васильевском острове.

## История

### Предыстория
По повелению Александра III 19 (31) января 1882 года при Горном департаменте Министерства государственных имуществ был создан Геологический комитет (Геолком).
В 1929 году произошло расформирование Геолкома в Главное геолого-разведочное управление (ГГРУ) при Президиуме ВСНХ и создание отраслевых институтов:
- цветные металлы — директор В. К. Котульский
- чёрные металлы — директор Н. И. Свитальский
- уголь — директор М. М. Пригоровский
- нефть — директор С. И. Миронов
- нерудные ископаемые — директор С. Ф. Малявкин
- гидрогеология — директор Г. Я. Васильев.

Организация Геофизического института — директор А. А. Петровский, и в 1930 году — Института геологической карты — директор Д. В. Наливкин.
В 1931 году в Ленинграде произошло объединение отраслевых геологоразведочных институтов в Центральный научно-исследовательский геологоразведочный институт (ЦНИГРИ).

### ВСЕГЕИ

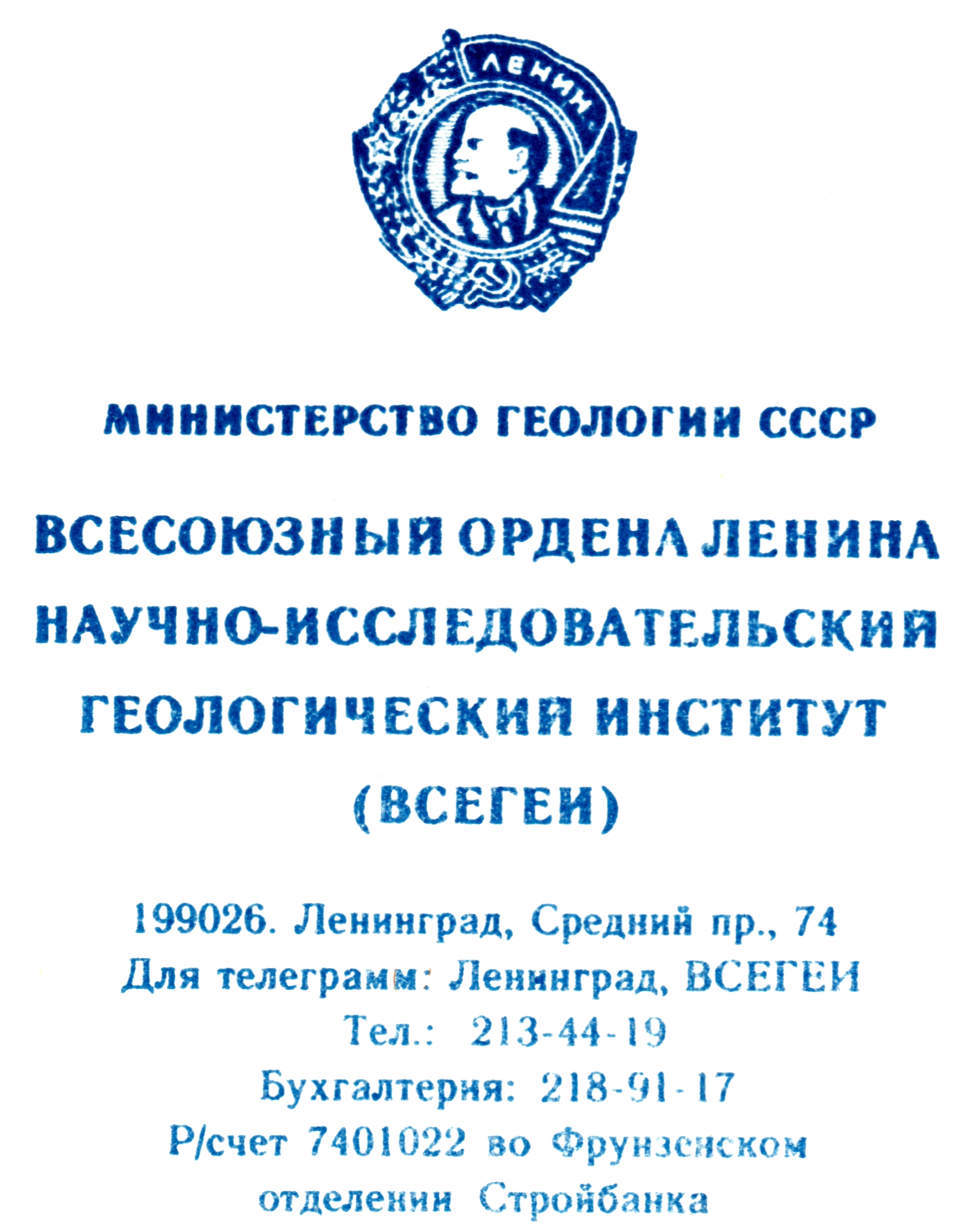
ВСЕГЕИ Министерства геологии СССР

В 1939 году приказом Комитета по делам геологии при СНК СССР от 23.07.1939 № 107 ЦНИГРИ был переименован во Всесоюзный научно-исследовательский геологический институт (ВСЕГЕИ).
Институт работал при Высшем совете народного хозяйства СССР.
С 1946 года институт стал головным в министерстве геологии СССР.
После распада СССР в 1991 году было создано Федеральное государственное унитарное предприятие «Всероссийский научно-исследовательский геологический институт имени А. П. Карпинского» (ФГУП «ВСЕГЕИ»).
Распоряжением Правительства Российской Федерации от 15.10.2015 № 2061-р и приказом Федерального агентства по недропользованию от 21.10.2015 № 648 ФГУП «ВСЕГЕИ» преобразовано в Федеральное государственное бюджетное учреждение «Всероссийский научно-исследовательский геологический институт имени А. П. Карпинского» (ФГБУ «ВСЕГЕИ»). Полномочия и функции учредителя (Российской Федерации) института осуществляет Федеральное агентство по недропользованию.

## Руководство
Директора института, по году назначения:
- 1939 — Быховер, Натан Аронович
- 1944 — Горский, Иван Иванович
- 1947 — Погребицкий, Евгений Осипович
- 1949 — Нестеров, Леонид Яковлевич[7]
- 1956 — Марочкин, Николай Иванович
- 1963 — Шаталов, Евгений Трофимович
- 1969 — Щеглов, Алексей Дмитриевич
- 1970 — Жамойда, Александр Иванович
- 1987 — Щеглов, Алексей Дмитриевич
- 1998 — Петров, Олег Владимирович
- 2023 — Химченко, Павел Владимирович[2]

## Современный институт

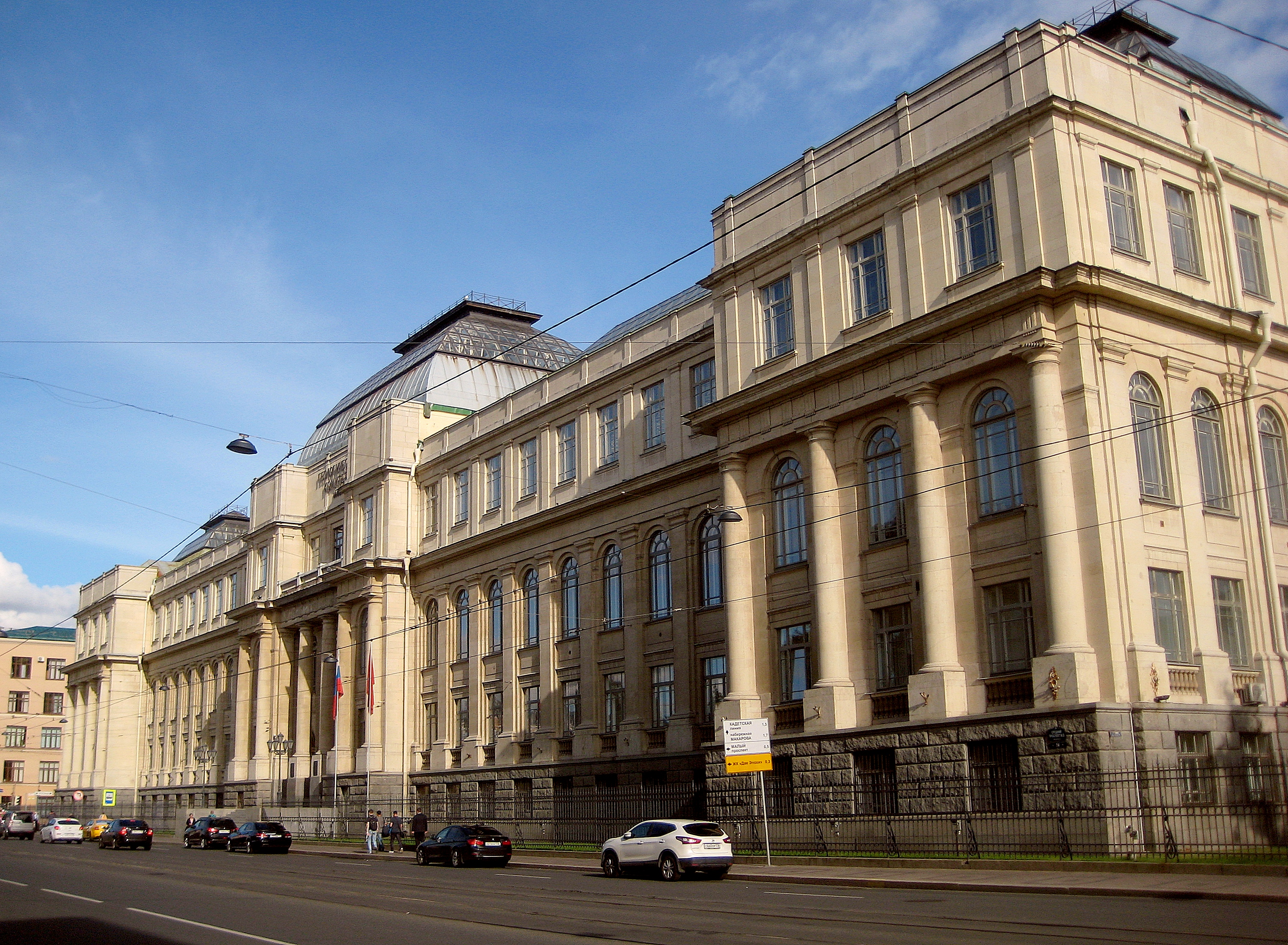
Здание института
(бывший Геолком)

В 2013 году в институте работало 2 члена-корреспондента РАН, 31 доктор и 140 кандидатов наук.
Филиалы
В 2005 году открылся московский филиал «МФ ВСЕГЕИ» на улице Маршала Тухачевского. Филиал занимается разработкой ПО и картоведением. По данным на 2014 год в филиале работает 85 сотрудников. Директор МФ — Сергей Николаевич Попов.
Музей
- Центральный научно-исследовательский геологоразведочный музей имени академика Ф. Н. Чернышёва (ЦНИГР Музей)

Библиотека
- Всероссийская геологическая библиотека (ВГБ), до этого называлась Всесоюзная геологическая библиотека (1946—1992) и Центральная геологическая библиотека[10].

Информационные системы
- Государственная геологическая карта России[11].